# Wolmirstedt
Wolmirstedt er en by i delstaten Sachsen-Anhalt i Tyskland. Byen har cirka 10.000 indbyggere.